# プリンセス・プリンセス (漫画)
『プリンセス・プリンセス』は、つだみきよによる日本の漫画、およびそれを原作としたアニメ・テレビドラマ・テレビゲーム。『月刊ウィングス』（新書館）にて、2002年1月号より連載されていた。単行本は全5巻。略称は「プリ・プリ」。また、2006年5月号から2007年1月号には、続編にあたる『プリンセス・プリンセス+』（プリンセス・プリンセス プラス）の全7話が同誌に連載された。単行本は全1巻。　
日本国外では、英語版とドイツ語版が出版されている。
2006年、スタジオディーンの制作によりテレビアニメ化。同年4月5日から6月21日までテレビ朝日の毎週水曜 27:10 - 27:40にて全12話が放映され、その後GyaOでも配信された。またアメリカ、タイおよび中国（中国でのタイトルは『變身男孩』）でも放送された。
テレビアニメ版放送終了後は続けてテレビドラマ版が放映された（詳細はテレビドラマの項）。
同年10月、テレビゲームが発売された（詳細はゲームの項）。
2022年6月、『ウィングス』の創刊40周年を記念して、同年8月号に本作の番外編「プリンセス・プリンセス番外篇 ガーディアン エンジェルス」が掲載された。

## 解説
「つだみきよ」名義としては3作目となる作品。前作まで連載していた隔月刊誌の「サウス」から本誌である「月刊ウィングス」に掲載誌が移っており、初の月刊連載かつ長期連載となっている。
本作は元々BL作品として構想されていた作品だった。「つだみきよ」名義の非BL作品に注力していたため長期間放置されていたところを掘り起こされたが、ウィングスでBLをやることへの躊躇があったことや、後々の筋書きを考えた際に主人公たちを恋愛関係まで発展させにくかったことから、BLではなく友情物として描くこととなった。このような経緯のため、女性キャラがかなり少なく、名義をBL系の「蔵王大志」とどちらにするかギリギリまで悩んだという。
本作は同作者が過去に連載していた『革命の日』『ファミリー・コンプレックス』と同一世界観として描かれており、クロスオーバー要素もある。ただし、この2作品は特に同じ世界観として描かれていたものではなく、本作も構想段階では独立した世界観の作品だった。同じ世界観となった理由はキャラクターの流用である。本作は連載決定前の構想時は主役である河野と四方谷以外のキャラをほとんど考えておらず、連載用に諸設定を詰める際、作劇のバランスを考えるうえで「姫」の人数を3人と決めたものの、可愛い系の美形キャラを作るのが苦手なつだは3人目を考えるのに難航。そこで『続・革命の日』のメインキャラクターであった豊実琴が本作の舞台と同じく男子校の寮住まいという設定だったことを思い出し、流用を決める。さらに『ファミリー・コンプレックス』の主人公だった坂本秋良も同じく男子校設定だったため、こちらも流用され、結果的に3作品を同一世界観として作り上げることになった。
同時期に連載していた影木栄貴の『トレイン☆トレイン』とはクロスオーバーが行われている。また、最初のドラマCDは同時発売されており、その収録の打ち合わせも合同で行われた。なお、タイトルの語呂が被っているが、決まったのは本作の方が先で示し合わせたわけではなく偶然である。

## あらすじ
プリンセス・プリンセス
近隣では名門と名を馳せる男子校―私立藤森学園の高等部には、ある特殊な制度―“姫”制度が存在していた。何も知らずに転校してきた主人公―河野亨は、その端麗な容姿から“姫”に選ばれてしまう。内面に様々な思いと悩みを抱える亨が、同じく姫を務める四方谷裕史郎や豊実琴、坂本秋良を始めとする姫制度を支える仲間達と共に行動していく中で、独自に自分らしさを獲得していく。
プリンセス・プリンセス+
『プリンセス･プリンセス』の翌年の物語。新年度の姫に選ばれた1年生―和泉巴と松岡桐矢は「お互い、同じ姫として頑張っていこう」と和やかな雰囲気でスタートを切った。しかし、和泉が裕福な家庭の御曹司であると知った松岡は、両親亡き後に兄妹と細々と暮らす自身の境遇から引け目を感じ、「和泉は自分とは違う世界の存在」だと心を閉ざしてしまう。それを知った旧姫―亨達は、2人の間に出来た壁を打ち壊すべく、行動を起こす。

## 姫制度
男ばかりの学園生活の中、生徒たちに活気と精神的な潤いを与える為に設けられた制度。容姿端麗な一年生が一年間、女装をして校内行事や部活動の応援などに駆り出される。新年度の姫は前年度の姫によって選考され、生徒会及び全校生徒の承認を経て決定される。その後はブロマイドなどのグッズも製作・販売され、あたかも「アイドル」のように祭り上げられる事となる。が、女装に向けて脱毛するなどの美貌やイメージの維持、卒業式における引退セレモニーで歌・構成のセルフプロデュースを行ったりするなど、芸能人同様のプロ意識が要求される。また県大会以上の戦績を上げた部活には、会場への応援にも赴くなどの多大な負担を強いられる姫だが、学校の予算から姫予算が大きく割かれており、以下の特典を有する。
1. 姫としての仕事と授業が重なる場合、公欠扱いとなる。
2. 1か月につき30枚の食券が配給される。
3. 学園内での生活備品全てが、無償で支給される。
4. 学園内で販売される写真の肖像権使用料の一部が、本人に還元される。

また番外編において、寮生の姫には見た目重視の華麗な専用朝食メニューや、個別の入浴設備がある事が描かれている。
尚、姫の役職を拒否した場合には、単位を減らされてしまう。しかし姫に選ばれる生徒は不思議と優秀な人材が多く、またそれを慕う者も優秀である為、姫制度が学園の名声に拍車をかけているといわれる。学園の理事長を始め、理事の殆ども姫経験者であり、壮年ながらかつての面影を彷彿とさせる美形揃いである。

## 登場人物

### プリンセス・プリンセス の登場人物
※声はアニメ版、フロンティアワークス版ドラマCD / 新書館版・ドラマCD版の順（単独の場合アニメ版）。演はテレビドラマ版のキャスト。

#### 主要人物
河野 亨（こうの とおる）
声 - 福山潤（幼少期 - 小林ゆう） / 山崎みちる、演 - 佐藤健
本作の主人公。私立藤森学園高等部1年D組への、時期外れの転入生。
その美貌により転入早々、姫に選ばれる。裕史郎とはクラスメートで寮のルームメイト。クールかつ現実的な性格。特典に釣られて引き受けた姫の活動も仕事と割り切り、すぐに慣れてしまう。好みの女性のタイプは癒し系。
幼い頃に両親を亡くし、叔父の家に引き取られ、従妹・さやかとは義兄妹として育つ。さやかの執拗な求愛から逃れるべく、進路選択の際は寮生活の出来る藤森学園の受験も考慮していたが、それを知ったさやかに阻止された。しかし、さやかの起こした事件により、他校への入学を経て、藤森学園へ転入する事になる。
テレビドラマ版では準主役とされた。
名前は福井県の河野村（現・南越前町）に由来。
四方谷 裕史郎（しほうだに ゆうじろう）
声 - 朴璐美 / 高森奈緒、演 - 藤田玲
亨のクラスメイトであり、寮のルームメイトとなる東の姫（D組が東校舎にある為、実琴に対してそう呼ばれている）。
3人の姫の中でも容姿は極めて女性に近く、普段でも女性と間違われる程。趣味と言い切る程に姫生活を楽しんでおり、その美貌の維持には余念がない。人を喰ったような所があり、少し意地が悪く、素直な実琴をからかう事が多い。好みの女性のタイプは巨乳（美乳）系。
母子家庭で育つが、小学校5年生に進級すると同時に、母が4年生の時の担任教師と再婚。異父弟・慎之助の誕生で疎外感を抱いていた自分に気付き、藤森学園への進学を期に家を出る。現在ではすっかり打ち解け、慎之助から「兄ちゃとケッコンすゆ」と言われるまでに好かれている。
不器用で、特に料理が大の苦手。ドラマCDでは「ジャガイモも切れない」事をネタに実琴にからかわれている。
名前は、鯖江市の四方谷町に由来。
豊 実琴（ゆたか みこと）
声 - 柿原徹也 / 本田貴子、演 - 鎌苅健太
西校舎にある特進クラスで学ぶ、優等生な西の姫。
姫の仕事を極端に嫌がっているが、その態度やイベントでの拗ねた顔が堪らない、と逆に自ら人気を煽ってしまっている。素直過ぎて墓穴を掘るタイプであり、元はルームメイトであった裕史郎にからかわれてはふて腐れるいじられキャラクター。亨の加入後は、裕史郎に便乗されてからかわれる場合と仲裁に入って貰える場合の2パターンある。手の施しようがない音痴であり、イベントでの歌唱は実はほぼ口パク。生徒会長選挙編では秋良ではなく、統威の支持に回って応援演説も務めた。将来は医師になることを目標としている。
元々は『続・革命の日』のメインキャラクター。同作の主人公である恋人の吉川恵や実姉の豊麻琴も文化祭編においてゲスト登場している。
テレビドラマ版では主人公となっている。
坂本 秋良（さかもと あきら）
声 - 保志総一朗 / 阪口大助、演 - 足立理
私立藤森学園高等部1年D組の委員長であり、亨達の癒し系な友人。
卒業したカリスマ的美貌の兄・春海の影響と生徒会長・有定の計略により、学年を問わず「坂本様」と敬われている。しかし本人はこの呼称や対応を、敬遠される寂しいものとして好ましく思っておらず、亨と裕史郎に打ち明けたのをキッカケに、2人とは下の名前で呼び合う対等なものに友人関係を修正している。
自身を普通人として分不相応だと主張している「坂本様」扱いだが、文武両道であり、生徒会の手伝いでは優れた統率力を示し、その多大な人望から秋良と姫3人が行く場所は人波が割れる。有定の目論見通りに生徒会長選挙に立候補するが、統威の登場により苦戦。しかし亨と裕史郎のバックアップにより、見事当選を果たす。
元々は『ファミリー・コンプレックス』の主人公で、美形揃いの中で唯一顔が平凡であるから、大好きな家族から浮いている事に悩むキャラクターだった。

#### 私立藤森学園高等部
表向きは寮を備えた名門だが、実は関係者以外は知る事のない、一風変わった姫制度が存在する男子校。
有定 修也（ありさだ しゅうや）
声 - 神谷浩史 / 谷山紀章、演 - 斎藤工
2年生ながら盲信的な3年の取り巻き（別名：会長お囃子隊）を従える、扇子がトレードマークの生徒会長。
亨達を姫に選任した、イベントでの仕事の指示役。「他の役員と違って、自分は顔だけで選ばれた（元姫だから）」と言い切っているが、パワーゲーム好きで狡猾な策士として、しっかり高等部を牛耳っている。強引かつゴリ押しを平然と行う傍若無人な性格。3年生の取り巻き卒業後には、すぐに2年生の取り巻きが嬉々として有定に傅いており、友達がいる様子はないが、それを悲しがっている素振りはない。続編『〜 +』では3年生となって登場するが、その勢いは衰えを知らない。
名田庄に対して原作では名前を呼び捨てにしておりタメ口で話しているが、アニメでは先輩呼びで敬語を使っている。
姫時代の衣装は、当時の衣装担当者の趣味で主に和服。当初は2人で活動していたが、ある事情から相方が脱退。最終的に1人で姫を務め上げた。画集「〜・プレミアム」には、このエピソードを描いた書下ろし『あの日の約束』が収録されている。
読者人気が非常に高かったため、『〜 +』連載開始時に連載紙の表紙に「ピン立ち」と呼ばれる単独掲載がなされた。単独掲載は本来主人公でも珍しく、異例の扱いであった。それ以前にも単行本第4巻で表紙候補に挙げられたことはあったが、この時はつだが「いくら人気があっても表紙のピン立ちはさすがにおかしい」と却下している。
名前は、鯖江市の有定町に由来。
名田庄 薫（なたしょう かおる）
声 - 勝杏里 / 真殿光昭、演 - 山本康平
姫の衣装制作現担当者である、服飾部の3年生。
ゴスロリ服作りが趣味で、その話題になるとすぐにトリップしてしまう。傍目にはかなりアブナイ人物に見えるが、デザイナーとしての能力は高い。テレビドラマ版ではオネエ言葉を喋る。
名前は、旧名田庄村（現：おおい町）に由来。
越廼 将行（こしの まさゆき）
声 - 鳥海浩輔 / 川田紳司、演 - 南翔太
力業を得意とする、生徒会副会長の3年生。
亨達から「会長シンパ」と揶揄される程に、他の生徒会役員らと共に有定を支持している。その為、有定の姫時代の話をさせるとキリがない。原作・アニメ版では寡黙で悠然と構えているが、テレビドラマ版では普段は頼りない性格に変更されている。
名前は、旧越廼村（現：福井市）に由来。
春江 渉（はるえ わたる）
声 - 寺島拓篤 / 伊藤健太郎、演 - 佐藤晴彦
生徒会会計の3年生で、計算の鬼。原作・アニメ版では笑顔が印象的な和み系だが、テレビドラマ版では生徒会役員 + 名田庄の間でツッコミ役になっている。
連載当時、会長お囃子隊の中では一番人気で、巻末のおまけまんがではその秘訣は、眼鏡キャラクターであった事だと茶化されている。
名前は、旧坂井郡春江町（現：坂井市春江町）に由来。
糺 孝弘（ただす たかひろ）
声 - 宮下栄治 / 藤原啓治、演 - 吉原大史
マジックが得意な、生徒会書記の3年生。原作・アニメ版では越廼・春江以上に目立っていないが、テレビドラマ版では「実は姫になりたかった」という設定が付与されている。
名前は、鯖江市糺町に由来。
辻 功（つじ いさお）
声 - 森訓久 / 福山潤
藤森学園学生寮（アニメ版では「藤森寮」）の寮長を務める3年生。登校初日の亨を一目見るなり、姫の保全の為に一般から隔離した専用部屋である「端部屋（アニメ版ではP-ROOM）」を割り当て、姫候補として遇する。バスケ部所属。ゲームのおまけシナリオでは、寮長を務める傍ら、何か裏の仕事があるらしい。
御鷹・C・統威（みたか・カイン・とうい）
大財閥の御曹司でハーフの、実琴のクラスへの転入生。
漫画とゲームのスチルに登場。2学期に転校してくるなり、後期の生徒会長選に立候補する。結局は秋良に敗れる事となったが、秋良の要望により会長補佐に就任。秋良へ激しい敵意を燃やしていたが選挙後は一転、その人柄に魅せられてベッタリになり、亨や裕史郎に嫉妬される。藤森の学生服ではなく、グリーンのブレザーを何故かずっと着ている（『〜+』では藤森の学生服になっている）。

#### 坂本家
秋良を除く全員がそれぞれ趣の異なる美形という、ご近所でも評判の一家。詳しくは、『ファミリー・コンプレックス』を参照。
坂本 春海（さかもと はるみ）
声 - 野島健児
藤森学園のOBで「伝説の坂本様」と称されている、坂本家の長兄。
秋良の入学と入れ替わりに卒業した、凛とした美青年。今尚、在校生からの絶大な支持を受けており、春海を直接知らない1年生ですら近寄りがたくなるような雰囲気の持ち主。あまりに神格化されてしまい、大学の合コンでも、彼女に春海を独占されるのを嫌がる周囲の男子生徒により、近寄る女子が皆追い払われてしまっている始末。それにより、在校当時から秋良を前にするとその威厳が皆無となる極度のブラコンであったが、更に拍車が掛かっている。
坂本 夏流（さかもと なつる）
声 - 小林ゆう
中高一貫の女子校に通う、秋良の姉。初対面の人物の誰もが美少年と見間違える男装の麗人。学校ではその容姿やフェミニスト振りから大変な慕われようで、お菓子などのプレゼントが絶えない。
坂本 冬姫（さかもと ふゆき）
声 - 渡辺明乃
美少年然とした、秋良の妹。ツインテールだった以前は、人形のように愛くるしい美少女だった。現在は髪を短く切り、一人称に「オレ」を使用するため、ボーイッシュな雰囲気となっている。
坂本 英季（さかもと ひでとし）
声 - 三木眞一郎
秋良の父。非常に穏やかで柔らかな雰囲気を持つ美形。非常に若く見えるが実際は40歳代。
坂本 七美（さかもと ななみ）
声 - 新谷良子
背景には常に小花が飛ぶ、可憐な容姿をした秋良の母。夫の英季と同じく非常に若く見えるが、実は40歳代であり、4人の子持ち。

#### その他
河野 さやか（こうの さやか）
声 - 樋口智恵子（幼少期 - かないみか）
亨を引き取った叔父の娘で、義理の妹。
兄妹として育った亨へ抱いた特別な想いに、実際の続柄（従妹）を知って歯止めが利かなくなり、亨と親しくする女性への強い嫉妬心から軽い傷害行為を起こしてしまう。アニメ版では、我が侭で独占欲が強い面は同じだが、亨と一緒に居た女生徒を歩道橋の階段から突き落とすなど、過激なストーカー行為に変更されている。アニメ版では更に、学園に押しかけた折に自分を追い出した裕史郎に対し、嫌がらせをしている。しかし、最後には自分の誤りを認め、裕史郎に亨を託して身を引いている。その際、裕史郎の機転から2人の関係を誤解していたが、後日亨から釈明を受けて納得している。
豊 麻琴（ゆたか まこと）
声 - 早水リサ
『革命の日』の主要キャラクターで、恵の世話係である、実琴の姉。眼鏡を掛けているものの、容姿は実琴とよく似ている。しかし、性格は正反対で、ある高校に女帝として君臨しているため、大変な威厳を備えている。
文化祭編でゲスト出演。河野・四方谷と偶然出会い、彼らの姫衣装が実琴にも似合い、なおかつとても嫌がりそうだと看破する。
吉川 恵（よしかわ めぐみ）
声 - 竹内順子
『革命の日』の主役で、実琴がベタ惚れになっている年上の彼女。大変な美人だが、ある事情から一人称は「オレ」。
文化祭編でゲスト出演。河野達プリプリキャラが食われるという理由から本編ではあまり目立った出番はないが、同エピソードの裏側を描いた「革命の日・出張版」では主要キャラクターとして登場している。アニメ版では出張版のエピソードも合わせられている。

### プリンセス・プリンセス+ の登場人物
亨達の姫引退の翌年、新入生の和泉と松岡への新姫2人への指名から始まる。2人のアドバイザーとして旧姫である亨達は勿論、有定や坂本、統威など前作のキャラクターも登場する。

#### 主要人物
和泉 巴（いずみ ともえ）
+の主人公。私立藤森学園高等部1年A組に入学してきた、消費者金融イズミの御曹司。
亨達による新姫の指名を快く引き受けた、線の細い美少年。一人っ子で両親は多忙であり、団欒というものを知らない。しかし、松岡に魅せられ、明るく前向きな性格からひたむきに慕うが、積極的に親交を深めようとした行動がことごとく松岡を踏み躙ってしまい、酷く傷付けてしまう。しかしその一方、家業が原因で誘拐され易いため、親しくなった相手を危険に巻き込むのを恐れ、なかなか本心を明かさない面もある。
名前は、旧和泉村（現：大野市）に由来。
松岡 桐矢（まつおか きりや）
私立藤森学園高等部1年D組に入学してきた、眼鏡の小柄な新姫。
両親亡き後を兄に養われ、妹と3人のつましい生活を送る苦学生。自分のバイト代と兄の援助で学費を賄っており、節約の為に髪の毛は自ら切ってガタガタになっている程、家思い。パートナーとなった和泉の裕福さにコンプレックスを抱き、距離を感じている。
名前は、旧松岡町（現：永平寺町）に由来。

#### 桐矢の家族
松岡 槇人（まつおか まきと）
桐矢の兄。家計を支える為に大学進学を断念、ホストをしている。
松岡 楓（まつおか かえで）
ツインテールをした桐矢の妹。作中で10歳の誕生日を迎える。

### アニメ版オリジナルの登場人物
竜崎（りゅうざき）
声 - 中村大樹
前理事である父親から理事職を引き継いだ、藤森学園理事の1人。当初は姫制度をふざけたものと見なして廃止しようとするが、有定の策と元姫であった理事らの説得により、考えを改めていく。

## 書誌情報

### 単行本
- つだみきよ『プリンセス･プリンセス』新書館〈ウィングス・コミックス〉、全5巻
  1. 2002年8月9日発売[10]、ISBN 4-403-61685-2
  2. 2003年3月10日発売[11]、ISBN 4-403-61706-9
  3. 2004年3月9日発売[12]、ISBN 4-403-61744-1 ※影木栄貴との合作で、影木の作品である「トレイン☆トレイン」のキャラクターが登場する『トレ×プリ』収録[注 2]。
  4. 2005年3月9日発売[13]、ISBN 4-403-61786-7
  5. 2006年3月10日発売[14]、ISBN 4-403-61827-8
- つだみきよ『プリンセス･プリンセス+』新書館〈ウィングス・コミックス〉、2007年3月20日発売[15]、ISBN 978-4-403-61862-8

### 画集
プリンセス・プリンセス・プレミアム
2007年3月20日発売、ISBN 978-4-40-365030-7
雑誌掲載時のカラー絵・単行本の表紙とCDブックのジャケット用イラスト、及び有定の姫時代を描いた書き下ろし漫画『あの日の約束』を収録。

## テレビアニメ

### スタッフ
- 原作 - つだみきよ（新書館「月刊ウィングス」刊）[6]
- 監督 - 元永慶太郎[6]
- シリーズ構成 - 面出明美[6]
- キャラクターデザイン - 中嶋敦子[6]
- プロップデザイン - 吉田仁
- デザインワークス - 大沢千穂美（第11話）
- 美術監督 - 篠田邦宏[6]
- 色彩設計 - 松本真司[6]
- 撮影監督 - 近藤慎与[6]
- 編集 - 田熊純[6]
- 音楽 - 瑞木薫[6]
- 音響監督 - 蝦名恭範[6]
- プロデューサー - 渡辺隆、辻洋、シバタミツテル、中桐涼、古神子広一、太田賢司
- アニメーションプロデューサー - 飯嶋浩次
- アニメーション制作 - スタジオディーン[6]
- 制作 - テレビ朝日、PONY CANYON
- 製作 - 藤森学園 姫後援会

### 各話リスト
| 話数 | サブタイトル           | 脚本     | 絵コンテ       | 演出       | 作画監督                            | 収録DVD | 放送日        |
| ---- | ---------------------- | -------- | -------------- | ---------- | ----------------------------------- | ------- | ------------- |
| 1    | 男子校のプリンセス     | 面出明美 | 元永慶太郎     | 元永慶太郎 | 森本浩文                            | 第1巻   | 2006年 4月5日 |
| 2    | 姫誕生                 | 面出明美 | こでらかつゆき | 元永慶太郎 | 河野真貴                            | 第1巻   | 4月12日       |
| 3    | 初仕事、姫様応援団     | 根元歳三 | 長本敬二郎     | 模財久太郎 | 森本浩文、森下昇吾 笠原彰、清水貴子 | 第2巻   | 4月19日       |
| 4    | 裕史郎の過去           | 吉田玲子 | こでらかつゆき | 筑紫大介   | 服部憲知                            | 第2巻   | 4月26日       |
| 5    | 狙われた姫             | 吉田玲子 | 長本敬二郎     | 則座誠     | 森本浩文                            | 第3巻   | 5月3日        |
| 6    | 坂本家のヒミツ!        | 根元歳三 | こでらかつゆき | 吉田俊司   | 河野真貴                            | 第3巻   | 5月10日       |
| 7    | 汗と涙の合唱コンクール | 吉田玲子 | 元永慶太郎     | 小坂春女   | 山崎輝彦、清水貴子                  | 第4巻   | 5月17日       |
| 8    | 姫存続の危機!?         | 面出明美 | 福田道生       | 筑紫大介   | 森本浩文                            | 第4巻   | 5月24日       |
| 9    | 学園祭開始!            | 根元歳三 | 元永慶太郎     | 則座誠     | 小谷杏子                            | 第5巻   | 5月31日       |
| 10   | 恋人たちの時間         | 吉田玲子 | こでらかつゆき | 小坂春女   | 鈴木彩子、秋山由樹子                | 第5巻   | 6月7日        |
| 11   | 秘められた過去         | 面出明美 | 小島正士       | 吉田俊司   | 山崎輝彦                            | 第6巻   | 6月14日       |
| 12   | 姫の選ぶ道             | 面出明美 | 元永慶太郎     | 元永慶太郎 | 河野真貴                            | 第6巻   | 6月21日       |

### アニメ版DVD
全6巻が発売されている。作者書下ろしの4コマを収録したブックレット、単行本のカバー裏のおまけ漫画『プリンス・プリンス』（本作の女子高版）のアニメ版を収録。
2010年6月25日には、DVD-BOXが初回限定生産で販売された。
| 巻数    | 発売日         | 規格品番   |
| ------- | -------------- | ---------- |
| 1       | 2006年7月19日  | PCBG-50947 |
| 2       | 2006年8月18日  | PCBG-50948 |
| 3       | 2006年9月20日  | PCBG-50949 |
| 4       | 2006年10月18日 | PCBG-50950 |
| 5       | 2006年11月15日 | PCBG-50951 |
| 6       | 2006年12月20日 | PCBG-50952 |
| DVD-BOX |                |            |
|         | 2010年6月25日  | PCBG-61146 |

### 主題歌
オープニングテーマ「キミと出逢ってから」
作詞・歌 - 宮澤篤司 / 作曲・編曲 - コーニッシュ
エンディングテーマ「微笑みをあげたい」
作詞 - 森由里子 / 作曲・編曲 - 陶山準 / 歌 - team-F

### キャラクターソング
- 「明日はhallelujha」 歌 - 河野亨（福山潤）
- 「薔薇の掟」 歌 - 四方谷裕史郎（朴璐美）
- 「キューティーハニー」 歌 - 豊実琴（柿原徹也）

## テレビドラマ
テレビアニメ版の最終話が放送された翌週の、2006年6月28日から9月13日まで、アニメ版と同じ時間枠で全10話が放映された。タイトルは『プリンセス・プリンセスD』と末尾に「Drama」の「D」がつけられた。
テレビドラマ版では豊実琴が主人公とされた。物語はテレビドラマ版オリジナルの登場人物である謎の転校生：花園音也と、実琴をはじめとする「姫」および生徒会との対立、そしてアニメ版ではカットされた生徒会長選挙を軸にし展開していく。
なお、原作のラストを飾った「姫引退セレモニー」は映像化されなかった。

### テレビドラマオリジナルの登場人物
花園音也（はなぞの おとや）
演：中村優一
転校してくるなり「黒姫」・「新生徒会」の結成を宣言、「姫」および有定ら現生徒会と対立する。実は他家の養子に出されていた有定の弟。
源本九郎（みなもと くろう）
演：渋谷謙人
「黒姫」の一員。常に飴を舐めている。花園の右腕的存在。
森蘭太（もり らんた）
演：一真
「黒姫」の一員。「にゃあ」が口癖。いつも髪を弄っている。タレントスクールに通う自称「アイドルのタマゴ」。
九条院ハルカ（くじょういん ハルカ）
演：石黒英雄
背徳のプリンセスと呼ばれる。有定とは同期の姫だった。イギリスに留学していたが、黒姫対策として有定に呼び戻された。当初は生徒会側についていたが、音也と有定を仲直りさせるための作戦として、わざと裏切ってみせ黒姫側につく。

### 各話リスト（テレビドラマ）
| 話数 | サブタイトル                              |
| ---- | ----------------------------------------- |
| 1    | 姫君の華麗なる一日                        |
| 2    | ねらわれた学園・謎の転校生!               |
| 3    | 衝撃! ブラック・プリンセス!               |
| 4    | 仁義なき戦い! 生徒会VS新生徒会            |
| 5    | 急接近!? 密室の長い夜                     |
| 6    | 姫分裂!? 〜すれ違いの季節〜               |
| 7    | 緊急帰国! 最凶の助っ人・九条院ハルカ登場! |
| 8    | 決戦! 選挙ウォーズ!                       |
| 9    | レジスタンス〜反撃の詩〜                  |
| 10   | 大団円!? 炎の学園祭LIVE!                  |

### スタッフ（テレビドラマ）
- 監督：眞邊明人
- 脚本：高見健次、眞邊明人
- オープニング映像演出：高橋洋平

### 主題歌（テレビドラマ）
- オープニングテーマ「VEGA」
歌：midnightPumpkin
- エンディングテーマ「Treasure」
歌： 豊実琴（鎌苅健太） / 河野亨（佐藤健） / 四方谷裕史郎（藤田玲）

### テレビドラマ版DVD
- 本編：全5巻。
  1. 第1・2話 収録 PCBG-51008
  2. 第3・4話 収録 PCBG-51009
  3. 第5・6話 収録 PCBG-51010
  4. 第7・8話 収録 PCBG5-1011
  5. 第9・10話 収録 PCBG-51012
- キャラクター・イメージDVD：全4巻。
  1. 豊実琴：鎌苅健太 / 四方谷裕史郎：藤田玲 / 河野亨：佐藤健 / 坂本秋良：足立理 PCBG-10975
  2. 花園音也：中村優一 / 源本九郎：渋谷謙人 / 森蘭太：一真 PCBG-10976
  3. 有定修也：斎藤工 / 九条院ハルカ：石黒英雄 / 名田庄薫：山本康平 / 越廼将行：南翔太 / 春江渉：佐藤晴彦 / 糺孝弘：吉原大史 PCBG-10977
  4. キャラクターソングシリーズ プロモーションクリップ集：全10曲 PCBG-10978
- コンプリートボックス：9枚組1BOX（本編収録5枚 + メイキングシーン収録4枚）（2010年8月）PCBG-61148

販売・発売元はポニーキャニオン。

## ゲーム
2006年10月26日発売。タイトルは『プリンセス・プリンセス 姫たちのアブナい放課後』。ジャンルはアドベンチャー。対応機種はPS2。制作はマーベラスエンターテイメント（現・マーベラス）。
フルボイスシステムでキャストはアニメ版に準拠している。ストーリーは原作が基本となっているが、オリジナルの設定もあり「ならずの姫」とそれを含めた「藤森学園七不思議」という怪談話が登場する。
好感度システムが用いられており、選択肢によって発生するイベントの内容や、エンディングが変化する。また、展開次第では原作・アニメ版には登場しない姫の衣装も登場する。
主に原作、アニメの主人公である河野亨の視点でプレイするが、時折、四方谷裕史郎や豊実琴、坂本秋良の視点も混じるのが特徴。
登場人物・声の出演
- 河野亨 - 福山潤
- 四方谷 裕史郎 - 朴璐美
- 豊 実琴 - 柿原徹也
- 坂本 秋良 - 保志総一朗
- 有定 修也 - 神谷浩史
- 名田庄 薫 - 勝杏里
- 越廼 将行 - 鳥海浩輔
- 春江 渉 - 寺島拓篤
- 糺 孝弘 - 宮下栄治
- 辻 - 森訓久
- さやか - 樋口智恵子
- 恵 - 竹内順子
- 妹 - 本井英美
- さやか - 樋口智恵子
- 恵 - 竹内順子
- 麻琴 - 早水リサ

## ドラマCD

### 新書館版
2004年に新書館からリリースされた、最初のドラマCD。2004年7月25日発売。影木栄貴の『トレイン☆トレイン』のドラマCDと同時発売された。
テレビアニメ版とは大幅にキャストが異なる。キャラや設定面への大きな変更はないが、亨の転入による新加入からお披露目式の内容を、合唱コンクールでのステージのエピソードと入れ替えたストーリーとなっている。

#### キャスト
- 河野亨 - 山崎みちる
- 四方谷裕史郎 - 高森奈緒
- 豊実琴 - 本田貴子
- 坂本秋良 - 阪口大助
- 有定修也 - 谷山紀章
- 名田庄薫 - 真殿光昭
- 越廼将行 - 川田紳司
- 糺孝弘・先生 - 藤原啓治
- 春江渉 - 伊藤健太郎
- 辻功寮長 - 福山潤
- 上級生 - 山本薫
- 使者 - 野瀬育二
- 部員A - 小伏伸之
- 部員B - 西宮豪
- カラオケ屋店員 - 大畑伸太郎

### フロンティアワークス版
2006年にフロンティアワークスより、オリジナルストーリーを収録したドラマCDが全4巻でリリース。こちらの担当声優は、テレビアニメ版と同じである。

### DJ・CD
2006年にwebラジオ「プリンセス・プリンセス RADIO 藤森学園A to Z」で放送されたトークを再編集し、新たにゲストトークを収録した｢DJ・CD｣全2巻がリリース。

## その他
携帯キャリア向けモバイルドラマ
2007年2月8日より公式モバイルサイトよりモバイルドラマが配信開始された。ジャンルはアドベンチャー。対応機種はKDDI　au WIN端末機種対応。制作はスペースアウト。アニメ版の内容のオリジナルシナリオと中嶋敦子による書き下ろし画像を追加している。第1話「裕史郎の章」が最初に配信され、2007年3月22日に第2話「実琴の章」、2007年5月17日に第3話「亨の章」配信開始。